# Grande Colombie
Pour les articles homonymes, voir Colombie (homonymie).
1819-–1831
Entités précédentes :
- Vice-royauté de Nouvelle-Grenade
- Capitainerie générale du Venezuela
- Troisième République (Venezuela)

Entités suivantes :
- République de Nouvelle-Grenade
- Venezuela
- Équateur

La Grande Colombie (en espagnol : Gran Colombia), officiellement République de Colombie (en espagnol : República de Colombia) était un ancien pays du nord de l'Amérique du Sud et du sud de l'Amérique centrale qui exista dans le premier tiers  du XIXe siècle. Le nom de Grande Colombie est utilisé pour la différencier de l'actuelle Colombie. Outre cette dernière, le pays regroupait les actuels Équateur, Venezuela, Panama, une partie du nord du Pérou, du nord-ouest du Brésil et de l’ouest du Guyana. Il est né de l'indépendance d'une partie de l'Amérique du Sud vis-à-vis de l'Espagne.
Il est divisé en trois districts : Nouvelle-Grenade, Venezuela et Quito.
Le 10 juillet 1810, les habitants de Bogota instaurèrent la première assemblée représentative à défier l'autorité espagnole. L'indépendance ne fut proclamée qu'en 1813 et la République fut proclamée le 17 décembre 1819.
Simón Bolívar en fut le président et Francisco de Paula Santander le vice-président. Bogota était sa capitale.
La Grande Colombie fut scindée en trois pays en 1830 après la déclaration du général José Antonio Páez :
- la Colombie (dont faisait alors partie le Panama) ;
- l'Équateur ;
- le Venezuela.

En 1903, le Panama prit son indépendance de l'actuelle Colombie avec le soutien des États-Unis, qui avaient décidé de reprendre en main la construction du canal de Panama.

## Toponymie
Le choix du nom du pays revient à Simón Bolívar, il choisit de l'appeler Colombie en hommage à Christophe Colomb :

« Cette nation s’appellera Colombie, afin de rendre justice et gratitude au créateur de notre hémisphère. »

Ce n'est qu'après sa dissolution que le pays recevra le nom de « Grande Colombie », afin de le distinguer de l'actuelle Colombie.

## Histoire

### Fondation de la Grande Colombie

#### Vision prophétique de «la lettre de Jamaïque»
Après la chute de la Première République du Venezuela, Simón Bolívar s'exile en Jamaïque, où il rédige la « Lettre de Jamaïque », dans laquelle en 1815 il a une vision prophétique de l'avenir de l'Amérique du Sud espagnole et où il projette la création de la Grande Colombie.

#### Congrès d'Angostura

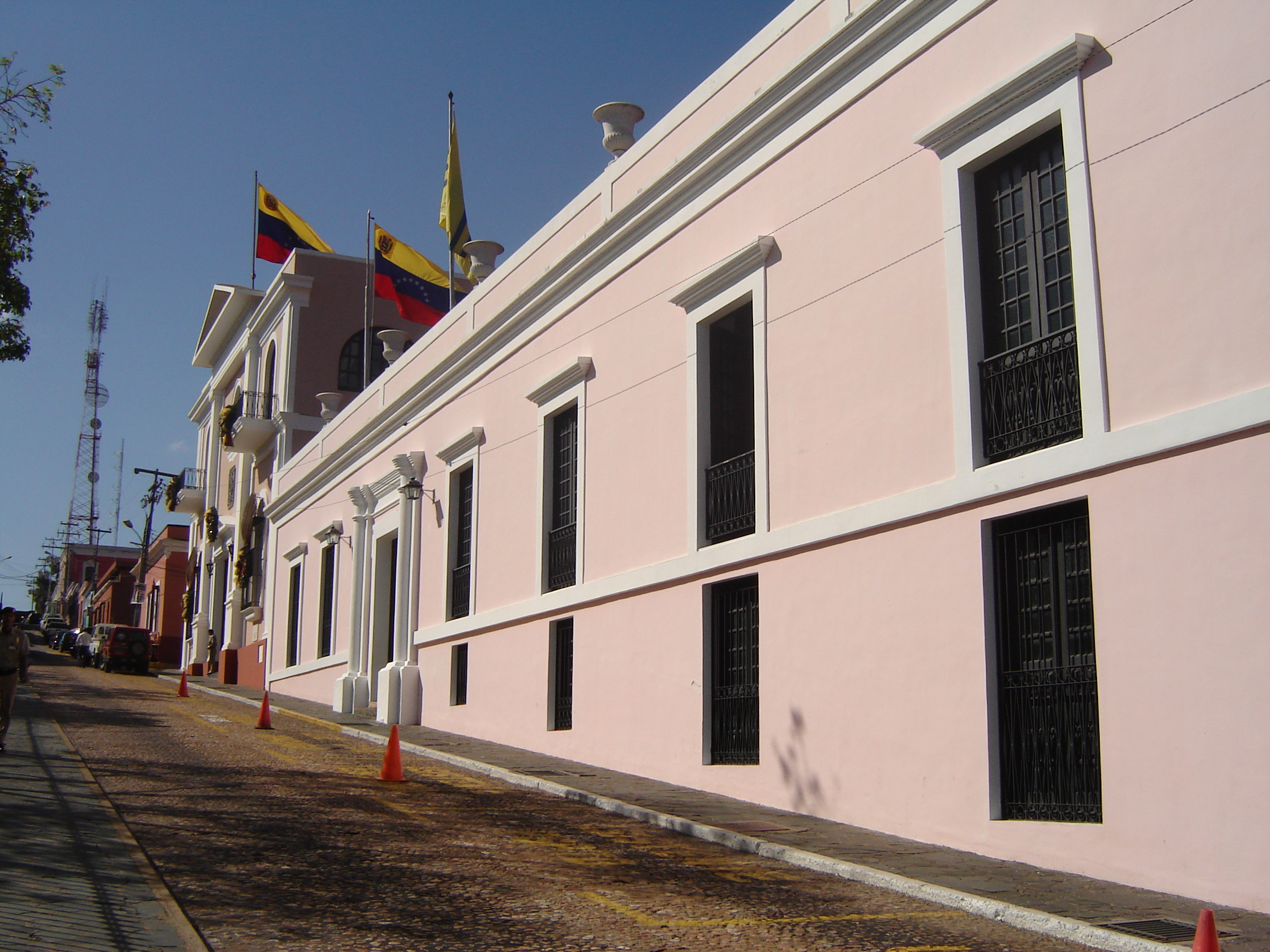
Maison du Congrès d'Angostura, Ciudad Bolívar où sont réunis la Nouvelle-Grenade et le Venezuela.

Angostura (aujourd'hui Ciudad Bolívar), la capitale de la Guyane vénézuélienne sur l'Orénoque, est prise en juillet 1817. Simón Bolívar mène une campagne en Nouvelle-Grenade (Colombie actuelle), et par la victoire de Boyacá (7 août 1819) il libère le territoire, Bogota est prise le 10 août 1819. Le gouvernement de la Nouvelle-Grenade est confié au général Santander. Un congrès est donc réuni à Angostura, qui vise à rassembler la Nouvelle-Grenade (qui a été conquise), et le Venezuela (en cours de conquête) en un seul État sous le nom de Colombie.

#### Congrès de Cúcuta

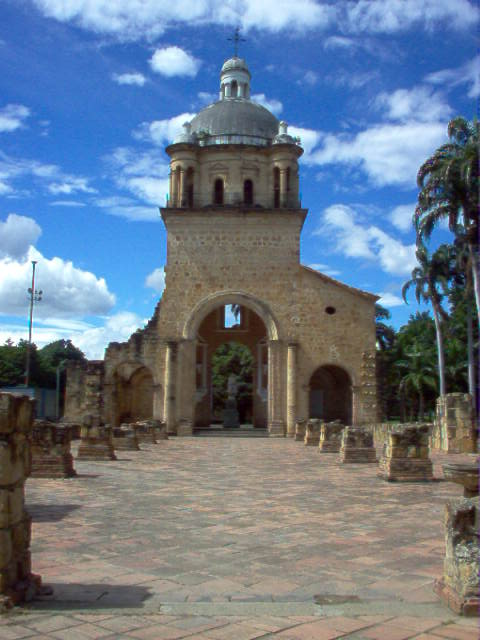
Temple historique de Cúcuta, où se tint le Congrès de Cúcuta fondateur de la Grande Colombie.

Le congrès consultatif de 1821 se réunit à Cúcuta pour rédiger la Loi fondamentale de la République de Colombie (Constitution de la Grande Colombie).
Les élites dirigeantes entendent alors tenir éloignées les masses populaires de l'exercice du pouvoir. Environ 90 % de la population colombienne est exclue du droit de vote.

### Dissolution de la Grande Colombie
La Grande Colombie, créée en 1819, commence sa dissolution en 1826 ; plusieurs facteurs sont à l'origine de cette crise.

#### Séparatisme vénézuélien prôné par le général Páez
La révolution séparatiste appelée La Cosiata, dirigée par le général José Antonio Páez en 1826, où les municipalités de Caracas et Valencia ignorent l'autorité du gouvernement de la Colombie et depuis 1821 demandent une réforme de la Constitution de Cúcuta.

#### Convention d'Ocaña

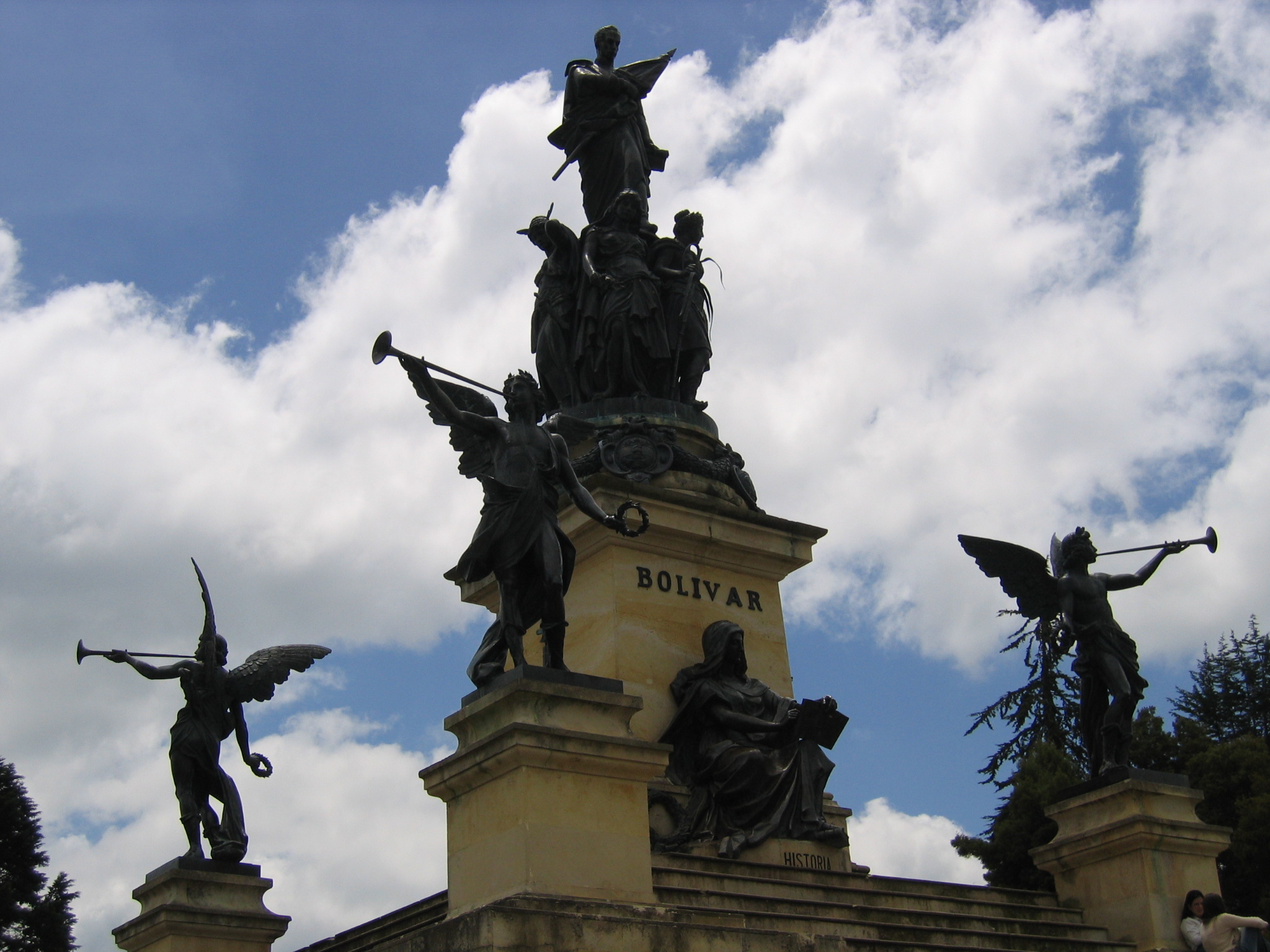
Monument commémoratif de Simón Bolívar, Pont de Boyacá, Colombie. Il est symbole de l'indépendance de l'Amérique du Sud, c'est à cet endroit que se déroula la bataille de Boyacá qui ouvrira à Simón Bolívar la route de Bogota.

##### Critique de la Constitution de Cúcuta et ouverture de la Convention
La Constitution de Cúcuta était critiquée à cause de sa tendance au centralisme à une époque où certains considéraient qu'il était difficile d’intégrer politiquement et administrativement trois pays avec des caractéristiques et des situations très différentes.
La divergence de points de vue entre Bolivar et Santander provoque en 1827 la consolidation des partisans bolivariens et santanderiens. Des assemblées populaires et militaires se joignent à l'un ou l’autre groupe.
Le Congrès de la Grande-Colombie décide de convoquer en 1827 la Grande Convention nationale pour le mois de mars 1828, afin de réformer la constitution de 1821 pour tenter de résoudre les problèmes issus de l'intégration. La convention s'installera officiellement le 9 avril 1828 dans la ville d'Ocaña, lieu qui était le plus central pour l'arrivée des Vénézuéliens, Néogranadiens, Quiteños et des régions de la côte atlantique. La convention se développe dans une ambiance d’intérêts de partis en présentant deux projets de réforme constitutionnelle.

##### Deux visions opposées

###### Bolivaristes
Les bolivaristes sont des conservateurs (menés par Simón Bolívar), favorable à un État centralisé et s'appuyant sur l'Église. Ils proposent :
- des pouvoirs extraordinaires pour le président de la République en temps de guerre ;
- un mandat présidentiel de huit ans ;
- des droits de co-législateur accordés au président ;
- une réunion annuelle avec les assemblées départementales ;
- une magistrature à vie pour les magistrats de la haute Cour de Justice.

###### Santanderistes
Les santanderistes sont des libéraux (menés par le général Francisco de Paula Santander), favorables à un État décentralisé, à la prééminence de l'État dans l'enseignement et les affaires civiles, et un suffrage plus élargi.
Les idées santandéristes principales sur les plans socio-politiques et politico-économiques sont :
- le fédéralisme comme moyen de défense de la liberté du peuple de Nouvelle-Grenade ;
- la défense de la liberté de culte par la séparation de l'Église et de l'État ;
- la défense du libre commerce et de la propriété privée ;
- la défense de l'égalité des droits et devoirs de tous les citoyens sans prise en compte du statut social, de la religion, de l'origine ethnique ;
- la promotion de l'éducation publique comme moyen d'élévation dans la société des classes les plus défavorisées ;
- l'abolition de l'esclavage ;
- la défense du gouvernement civil ;
- l'abolition de l'impôt sur le travail ;
- la défense de la social-démocratie.

Finalement, sans arriver à un accord, le 10 juin 1828 la convention se dissout et un peu plus tard, au mois d'août, la dictature de Bolivar s'imposera avec un grand appui populaire.

#### Conflit contre le Pérou

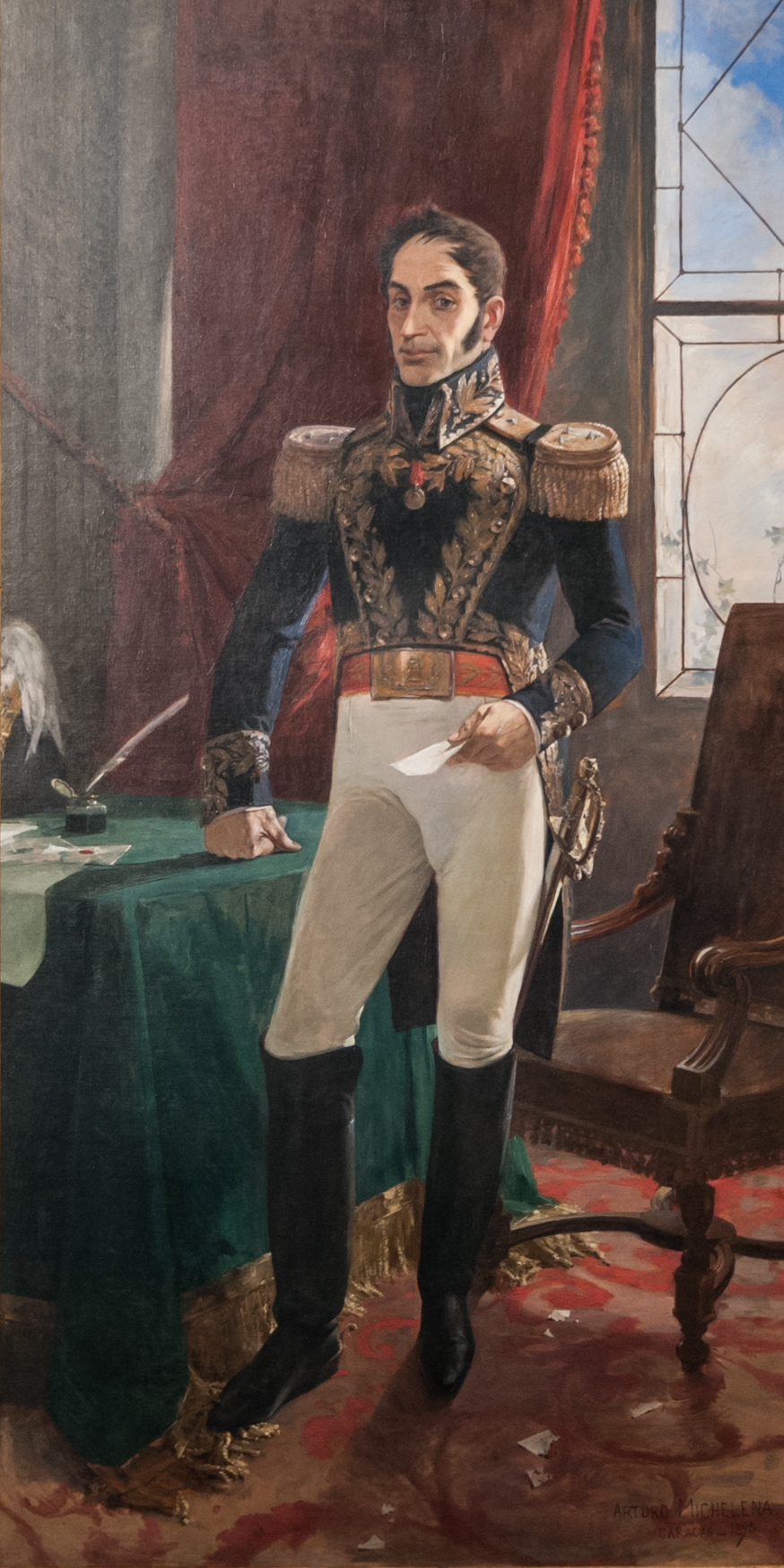
Portrait de Simón Bolívar par Ricardo Acevedo Bernal.

Le Pérou envahit la Grande Colombie dans la région de l'Équateur en 1828. Simón Bolívar intervient contre le Pérou, et celui-ci est défait en 1829.

#### Fin de règne de Bolívar et dissolution de la Grande Colombie
Entre le 24 juin 1828 et mars 1830, Bolívar gouverne par décret, tel un dictateur. Cela n'empêche pas la sécession du Venezuela le 27 décembre 1829. Le 20 janvier 1830, Bolívar convoque le Congrès Admirable afin de trouver une solution à la crise institutionnelle. Le congrès ne peut éviter la sécession du Venezuela. La santé de Bolívar se détériore rapidement et le 8 mai 1830, il donne sa démission. Domingo Caicedo devient président par intérim.
Le 13 mai 1830, le Distrito del Sur (district du Sud) déclare à son tour son indépendance et devient l'Équateur.
Le 1er juillet 1830, Antonio José de Sucre, que Bolívar considérait comme son successeur spirituel, est assassiné.
Une nouvelle Constitution est promulguée au Venezuela le 22 septembre 1830 sous l'impulsion du général Paez. Le territoire du nouveau pays y est défini comme celui que couvrait en 1810 (avant toutes modifications) la Capitainerie générale du Venezuela.
Le 17 décembre 1830, Bolívar meurt à Santa Marta.
Ce qui reste de la Grande-Colombie, correspondant au District de Nouvelle-Grenade (regroupant les actuels pays de Colombie, du Panama ainsi que la côte des Mosquitos dans l'actuel Nicaragua) se regroupe le 28 avril 1831 lors de la convention d'Apulo sous la vice-présidence provisoire de Domingo Caicedo. Le 20 octobre 1831 la convention grenadine fait de la Nouvelle-Grenade une république appelée République de Nouvelle-Grenade (espagnol : República de la Nueva Granada). Un régime présidentiel est établi et Francisco de Paula Santander est élu par le Congrès de la République de Colombie pour quatre ans. La nouvelle constitution est adoptée le 29 février 1832.

## Politique et institutions

### Présidents et vice-présidents de la République
| Nom                                                         | Dates du mandat                   | Charge                                     | Carrière                              |
| ----------------------------------------------------------- | --------------------------------- | ------------------------------------------ | ------------------------------------- |
| Présidents de la République et présidents par intérim       |                                   |                                            |                                       |
| Simón Bolívar                                               | 7 décembre 1819 - 4 mai 1830      | Président (élections indirectes)           | Général                               |
| Domingo Caicedo                                             | 4 mai 1830 - 13 juin 1830         | Président par intérim                      | Militaire et homme politique          |
| Joaquín Mosquera                                            | 13 juin 1830 - 5 septembre 1830   | Président (élections indirectes)           | Juriste, militaire et homme politique |
| Rafael Urdaneta                                             | 5 septembre 1830 - 3 mai 1831     | Président par intérim                      | Militaire et homme politique          |
| Domingo Caicedo                                             | 3 mai 1831 - 21 novembre 1831     | Président par intérim                      | Militaire et homme politique          |
| Vice-président n'ayant pas exercé la présidence par intérim |                                   |                                            |                                       |
| Francisco de Paula Santander                                | 7 décembre 1819 - 20 février 1827 | Vice-Président, chargé du pouvoir exécutif | Militaire                             |

### Découpage territorial

#### 1819 - 1824

Organisation territoriale de la Grande Colombie en 1819.

Organisation territoriale de la Grande Colombie jusqu'en 1824.

Les territoires sont divisés durant le Congrès de Cúcuta en trois grands départements, eux-mêmes subdivisés en provinces.
- Département de Venezuela - actuel Venezuela.
- Département de Cundinamarca - actuels Colombie et Panama.
- Département de Quito - actuel Équateur et territoire au nord du río Marañón dans l'actuel Pérou.

#### 1824 - 1826

Organisation territoriale de la Grande Colombie en 1824.

Le 25 juin 1824 est adoptée par le Congrès de la République de Colombie la Ley de División Territorial de la República de Colombia, qui redéfinit l'organisation politico-administrative du territoire.
Celui-ci est réorganisé en trois districts, divisés en départements puis en provinces :
| - District du Venezuela (District du Nord) - Département de l'Orénoque - Province de Guyana - Province de Cumaná - Province de Barcelona - Province de Margarita - Département de Zulia - Province de Coro - Province de Trujillo - Province de Mérida - Province de Maracaibo - Département de Venezuela - Province de Caracas - Province de Carabobo - Département d'Apure - Province de Barinas - province d'Achaguas | - District de Nouvelle-Grenade (District du Centre) - Département de Boyacá - Province de Tunja - Province de Casanare - Province de Pamplona - Province de Socorro - Département de Cauca - Province de Popayán - Province de Buenaventura - Province du Chocó - Province de Pasto - Département de Cundinamarca - Province de Bogota - Province d'Antioquia - Province de Mariquita - Province de Neiva - Département de Magdalena - Province de Santa Marta - Province de Carthagène - Province de Riohacha - Département de l'Isthme - Province de Panama - Province de Veragua | - District de Quito (District du Sud) - Département d'Azuay - Province de Cuenca - Province de Loja - Province de Jaén de Bracamoros y Maynas - Département de Quito - Province de Pichincha - Province d'Imbabura - Province de Chimborazo - Département de Guayaquil - Province de Guayaquil - Province de Manabi |

#### 1826 - 1830

Organisation territoriale de la Grande Colombie entre 1826 et 1830.

Le 18 avril 1826 est promulguée une loi additionnelle à celle de 1824 qui réorganise certains départements : 
- le département d'Apure rejoint le département de l'Orénoque, tandis que les provinces de Cumaná, Barcelona et Margarita sont regroupées au sein du département de Maturín.
- au sein du département de Magdalena, la partie sud-est de la province de Carthagène des Indes devient la province de Mompox[4].

| - District du Venezuela (District du Nord) - Département de l'Orénoque - Province de Guyana - Province de Barinas - Province d'Achaguas - Département de Maturín - Province de Cumaná - Province de Barcelona - Province de Margarita - Département de Zulia - Province de Coro - Province de Trujillo - Province de Mérida - Province de Maracaibo - Département de Venezuela - Province de Caracas - Province de Carabobo | - District de Nouvelle-Grenade (District du Centre) - Département de Boyacá - Province de Tunja - Province de Casanare - Province de Pamplona - Province de Socorro - Département de Cauca - Province de Popayán - Province de Buenaventura - Province du Chocó - Province de Pasto - Département de Cundinamarca - Province de Bogota - Province d'Antioquia - Province de Mariquita - Province de Neiva - Département de Magdalena - Province de Santa Marta - Province de Carthagène - Province de Mompox - Province de Riohacha - Département de l'Isthme - Province de Panama - Province de Veragua | - District de Quito (District du Sud) - Département d'Azuay - Province de Cuenca - Province de Loja - Province de Jaén de Bracamoros y Maynas - Département de Quito - Province de Pichincha - Province d'Imbabura - Province de Chimborazo - Département de Guayaquil - Province de Guayaquil - Province de Manabi |

### Armée
Durant les années 1820, le budget de l'armée représente les 3/4 du budget national.

## Géographie
La grande Colombie couvrait une grande partie du nord de l'Amérique du Sud et l'extrême sud de l'Amérique centrale. Elle reprenait plus ou moins le territoire de la Vice-royauté de Nouvelle-Grenade suivant le principe Uti possidetis juris. 
Elle englobait les actuels pays de Colombie, Venezuela,  Équateur et Panama ainsi qu'une partie du nord du Pérou et du nord-ouest du Brésil en Amazonie.

## Démographie
La population de la Grande Colombie est multiethnique. Elle est composée d'Espagnols, d'Indiens, de Mulâtres, de Noirs, de Métis et de Zambos.
De manière générale, la population est répartie de façon très hétérogène.
Selon les estimations réalisées en 1822, la population de la Grande Colombie est distribuée par département de la manière suivante, :
| Numéro | Département ou province | Population |
| ------ | ----------------------- | ---------- |
| 1      | Orinoco                 | 174 000    |
| 1.1    | Cumaná                  | 70 000     |
| 1.2    | Barcelona               | 44 000     |
| 1.3    | Guyana                  | 45 000     |
| 1.4    | Margarita               | 15 000     |
| 2      | Venezuela               | 430 000    |
| 2.1    | Caracas                 | 350 000    |
| 2.2    | Barinas                 | 80 000     |
| 3      | Zulia                   | 162 100    |
| 3.1    | Coro                    | 30 000     |
| 3.2    | Trujillo                | 33 400     |
| 3.3    | Mérida                  | 50 000     |
| 3.4    | Maracaibo               | 48 700     |
| 4      | Boyacá                  | 444 000    |
| 4.1    | Tunja                   | 200 000    |
| 4.2    | Socorro                 | 150 000    |
| 4.3    | Pamplona                | 75 000     |
| 4.4    | Casanare                | 19 000     |
| 5      | Cundinamarca            | 371 000    |
| 5.1    | Bogotá                  | 172 000    |
| 5.2    | Antioquia               | 104 000    |
| 5.3    | Mariquita               | 45 000     |
| 5.4    | Neiva                   | 50 000     |
| 6      | Cauca                   | 193 000    |
| 6.1    | Popayán                 | 171 000    |
| 6.2    | Chocó                   | 22 000     |
| 7      | Magdalena               | 239 000    |
| 7.1    | Cartagena               | 170 000    |
| 7.2    | Santa Marta             | 62 000     |
| 7.3    | Riohacha                | 7 000      |
| 8      | Quito                   | 550 000    |
| 8.1    | Quito                   | 230 000    |
| 8.2    | Quixos & Macas          | 35 000     |
| 8.3    | Cuenca                  | 78 000     |
| 8.4    | Jáen de Bracamoros      | 13 000     |
| 8.5    | Maynas                  | 56 000     |
| 8.6    | Loja                    | 48 000     |
| 8.7    | Guayaquil               | 90 000     |
| 9      | Panamá                  | 80 000     |
| 9.1    | Panamá                  | 50 000     |
| 9.2    | Veragua                 | 30 000     |
| Total  | Grande Colombie         | 2 463 000  |

Le recensement de 1825 donne, par district, les résultats suivants concernant la population :
|        | District                  | Hommes libres | Esclaves | Indigènes indépendants | Population totale |
| ------ | ------------------------- | ------------- | -------- | ---------------------- | ----------------- |
|        | Norte (Venezuela)         | 609 545       | 50 088   | 26 579                 | 686 212           |
|        | Centro (Nouvelle Grenade) | 1 182 500     | 45 830   | 144 771                | 1 373 110         |
|        | Sur (Équateur)            | 485 021       | 6 975    | 52 481                 | 524 477           |
| Totaux | Grande Colombie           | 2 227 066     | 102 902  | 203 831                | 2 583 799         |

## Économie
L’économie et les rapports sociaux sont fortement marqués par l'esclavage et le servage. Plusieurs modes de production différents coexistent (le servage, l'esclavage, le communisme primitif et l’économie naturelle d'autosubsistance) mais l'exploitation des populations indigènes et surtout des populations noires réduites en esclavage reste le fondement de l'économie. Le communisme primitif de certaines communautés indiennes, devient la cible des libéraux, qui par idéologie (le progrès étant perçu comme incompatible avec le maintien de rapports sociaux barbares) ou cupidité (l’agrandissement des haciendas nécessitant la disparition des terres collectives) ne pouvaient que difficilement tolérer. La concentration de la propriété fut ainsi plus forte que durant la colonisation espagnole.

## Dans la culture populaire
La grande Colombie peut être reformée dans le jeu Heart of Iron IV grâce un système de décisions.